# U Ursae Majoris
U Ursae Majoris är en variabel stjärna i stjärnbilden Stora björnen. 
Stjärnan varierar mellan magnitud +6,2 och 6,25 med en period av 2,9476 dygn. Variabeltypen är ännu inte fastställd.